# جاك سيوي
جاك سيوي (بالفرنسية: Jacques Siwe)‏ هو لاعب كرة قدم فرنسي، ولد في 29 يوليو 2001 في Saint-Maurice, Val-de-Marne ‏ في فرنسا.

## وصلات خارجية
- جاك سيوي على موقع قاعدة بيانات كرة القدم.إي يو (الإنجليزية)
- جاك سيوي على موقع Soccerway.com (الإنجليزية)